# Universidade Federal Rural do Semi-Árido
A Universidade Federal Rural do Semi-Árido (UFERSA) é uma instituição pública federal de ensino superior brasileira, cuja reitoria está localizada em Mossoró, no Estado do Rio Grande do Norte, e com campi nos municípios de Angicos, Caraúbas e Pau dos Ferros.

## História
A história da então "UFERSA" começa com a "ESAM" criada pela prefeitura de Mossoró, através do decreto 03/67 de 18 de abril de 1967 e inaugurada a 22 de dezembro do mesmo ano. Teve, na sua fase de implantação, como entidade mantenedora, o Instituto Nacional de Desenvolvimento Agrário (INDA). Foi incorporada à Rede Federal de Ensino Superior, como autarquia em regime especial em 1969, dois anos após sua criação, através do decreto-lei número 1036, de 21 de outubro de 1969. A ESAM possuía quatro cursos de graduação (agronomia, medicina veterinária, zootecnia e engenharia agrícola).
O curso de agronomia foi autorizado a funcionar pelo Egrégio Conselho Estadual de Educação, com o primeiro vestibular sendo realizado em 1968. O reconhecimento viria em 28 de janeiro de 1972. O curso de medicina veterinária foi aprovado pelo Ministério da Educação (MEC) em 26 de dezembro de 1994, através de despacho ministerial publicado no D.O.U. de 28/12/1994, com ingresso da primeira turma em agosto de 1995, e reconhecido através de portaria ministerial nº 376, de 05 de março de 2001.
Passa a ser Universidade pela lei nº 11.155, de 29 de julho de 2005  publicada no Diário Oficial da União no dia 1 de agosto de 2005, na seção 1, nº 146.

### Reitores

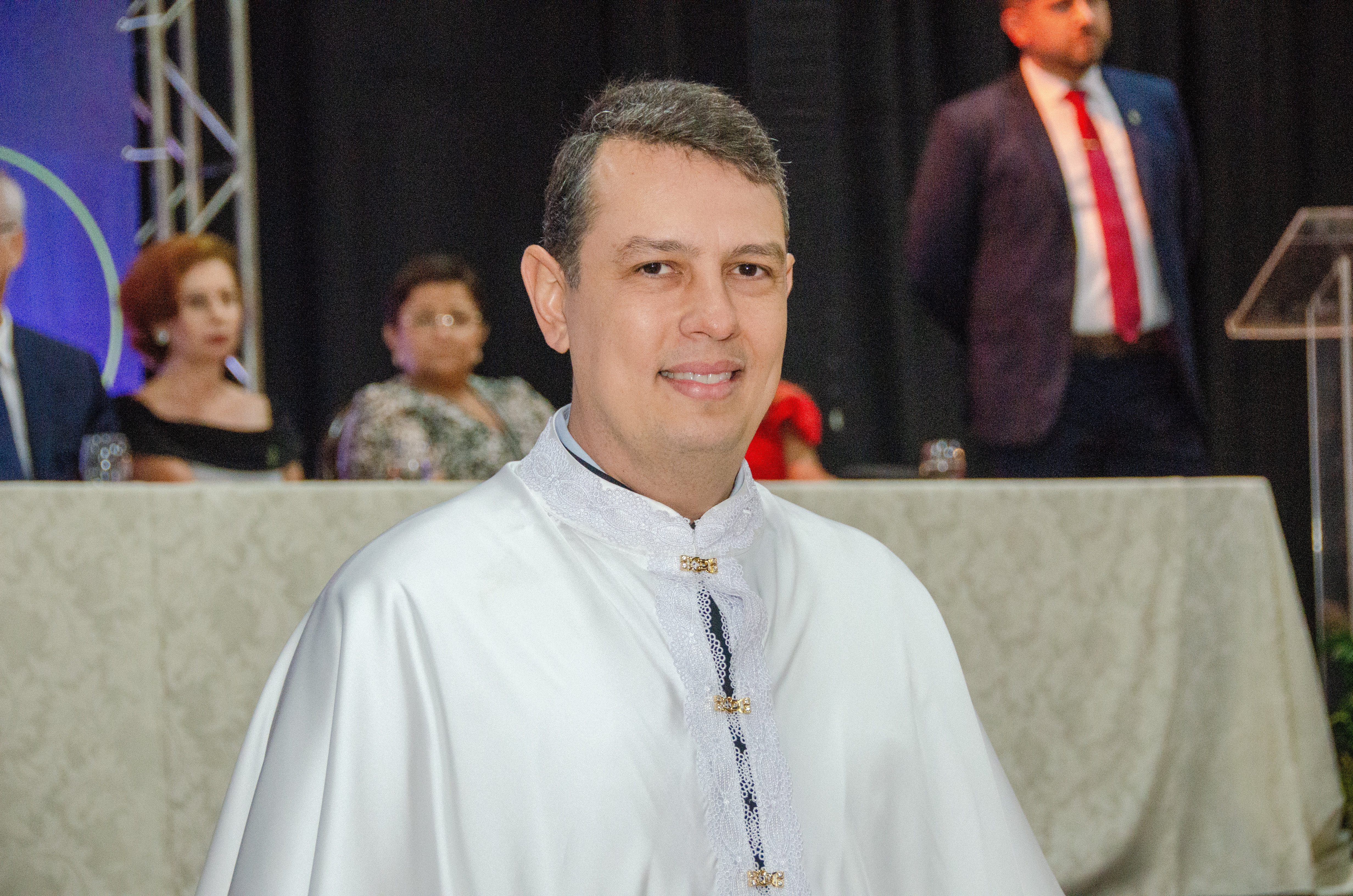
Prof. Dr. Rodrigo Codes, atual reitor

| Ex-diretores da ESAM                   | Ex-diretores da ESAM |
| Nome                                   | Período              |
| -------------------------------------- | -------------------- |
| Wander Saide                           | 1970-1972            |
| Jorge Coelho de Andrade                | 1972-1974            |
| Jerônimo Vingt-Un Rosado Maia          | 1974-1978            |
| Ari Pinheiro Amorim                    | 1978-1980            |
| Pedro Almeida Duarte                   | 1980-1984            |
| Pedro Fernandes Pereira                | 1984-1988            |
| Jerônimo Vingt-Un Rosado Maia          | 1988-1991            |
| Benedito Vasconcelos Mendes            | 1991-1992            |
| Joaquim Amaro Filho                    | 1992-1996            |
| João Weine Nobre Chaves                | 1996-2000            |
| Marcelo José Pedrosa Pinheiro          | 2000-2004            |
| Josivan Barbosa Menezes                | 2004-2005            |
| Ex-reitores da UFERSA                  |                      |
| Josivan Barbosa Menezes                | 2005-2012            |
| José de Arimatea de Matos              | 2012-2020            |
| Ludimilla Carvalho Serafim de Oliveira | 2020 - 2024          |
| atual Reitor                           |                      |
| Rodrigo Nogueira de Codes              | 2024 - atual         |

## Campi

Municípios dos campi da UFERSA

- Campus Angicos
- Campus Caraúbas
- Campus Sede, em Mossoró
  - Lado Leste
  - Lado Oeste
- Campus Pau dos Ferros

## Processo seletivo
A UFERSA é uma das universidades pioneiras na adesão ao Sistema de Seleção Unificada (SISU) como forma integral de acesso aos cursos de graduação, desde a sua implantação em 2010. O SISU é usado como única forma de acesso às vagas iniciais dos cursos de graduação presenciais da universidade. Os processos de inscrição, seleção e divulgação são realizados diretamente pelo Ministério da Educação (MEC).